# مارغو غلانتز
مارغو غلانتز (بالإسبانية: Margo Glantz)‏ هي دبلوماسية وكاتِبة وأستاذة جامعية مكسيكية، ولدت في 28 يناير 1930 في مدينة مكسيكو في المكسيك.